# Julio Rodolfo Moctezuma
Julio Rodolfo Moctezuma Cid (Ciudad de México, 24 de marzo de 1927-Ciudad de México, 4 de agosto de 2000) fue un político mexicano, miembro del Partido Revolucionario Institucional (PRI), que se desempeñó como Secretario de Hacienda y Crédito Público entre diciembre de 1976 y noviembre de 1977.

## Biografía
Fue licenciado en derecho por la Universidad Nacional Autónoma de México, donde fue catedrático de Ciencia política.[cita requerida] Ingresó al sector público como secretario particular de Raúl Ortíz Mena, subsecretario de la Presidencia de 1959 a 1961. Entre 1964 y 1970 se desempeñó primero como subdirector de Planeación y luego como director de Inversiones Públicas de la Secretaría de la Presidencia. Miembro de la Comisión de Administración Pública (CAP). 
En 1971, forma el despacho de Pre Inversión de México junto con Juan José Páramo. En 1974, Moctezuma Cid fue nombrado oficial mayor de la Secretaría de Hacienda y Crédito Público. De 1975 a 1976 fue director general del Instituto de Estudios Políticos, Económicos y Sociales (IEPES) del PRI y, el 1 de diciembre de 1976 fue nombrado Secretario de Hacienda y Crédito Público por el presidente José López Portillo.
Durante su gestión como titular de Hacienda, se enfrentó constantemente con el titular de la Secretaría de Programación y Presupuesto, Carlos Tello Macías, lo que originó que finalmente los dos fueran removidos de sus cargos el 16 de noviembre de 1977. En 1979 el mismo López Portillo lo nombró coordinador de Proyectos especiales de la Presidencia y el 6 de junio de 1981 fue nombrado director general de Petróleos Mexicanos en medio de la crisis del derrumbe de los precios internacionales del petróleo. Permaneció en el cargo hasta el término de la administración de López Portillo. El presidente Miguel de la Madrid, lo nombró director general de Banco Mexicano Somex, cargo en el que permaneció hasta 1988, siendo su último cargo público.[cita requerida]
Falleció en la Ciudad de México el 4 de agosto de 2000 a causa de un infarto agudo al miocardio.